# فرانك ستيوارت (شاعر)
فرانك ستيوارت (بالإنجليزية: Frank Stewart)‏ هو شاعر أمريكي، ولد في 1946.